# St. Alexander (Willershausen)

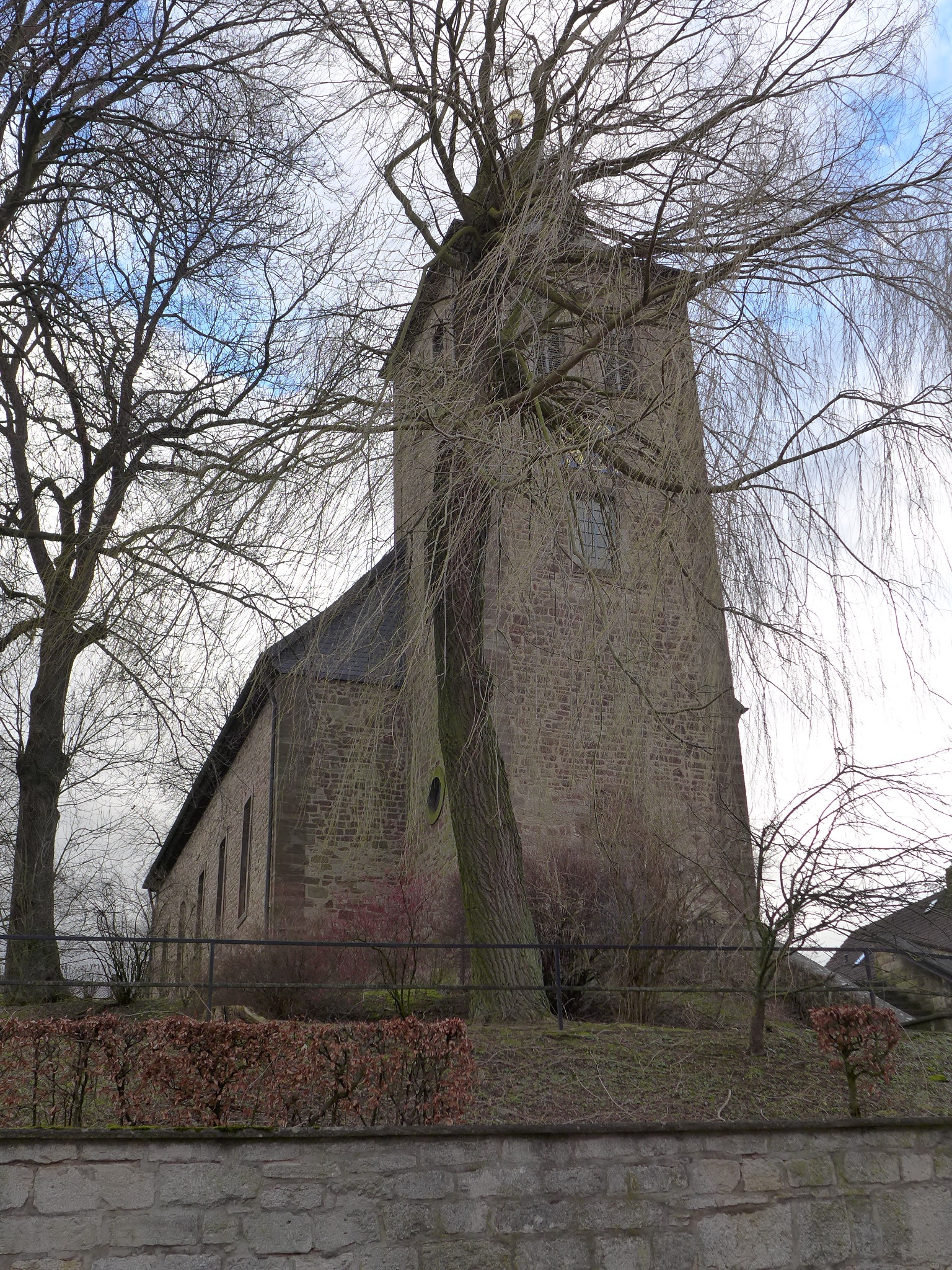
St. Alexander

Die evangelisch-lutherische Kirche St. Alexander steht in Willershausen, einem Ortsteil der Gemeinde Kalefeld im Landkreis Northeim von Niedersachsen. Die Kirchengemeinde gehört zum Kirchenkreis Harzer Land im Sprengel Hildesheim-Göttingen der Evangelisch-lutherischen Landeskirche Hannovers.

## Beschreibung
Die barocke Saalkirche aus Bruchsteinen wurde 1750 anstelle des 1747 abgebrochenen Vorgängers erbaut. Ihr Kirchturm steht im Westen. Bei der Restaurierung 1894–95 durch Heinrich Wegener wurde auch ein kleiner, polygonal abgeschlossener Chor angefügt. Die Kirchenausstattung stammt aus dieser Zeit. Die Wandmalereien im Langhaus hat Friedrich Koch Ende des 19. Jahrhunderts angefertigt.